# Lepidochrysops kiellandi
Lepidochrysops kiellandi är en fjärilsart som beskrevs av Henry Stempffer 1972. Lepidochrysops kiellandi ingår i släktet Lepidochrysops och familjen juvelvingar. Inga underarter finns listade i Catalogue of Life.